# دانشگاه منطقه کلمبیا
دانشگاه منطقه کلمبیا (انگلیسی: University of the District of Columbia) دانشگاه دولتی آمریکایی مستقر در واشینگتن، دی.سی. است.